# Wui Hye-deok
Wui Hye-deok (coréen : 위혜덕) est un entraîneur sud-coréen de football. Il remporte la Coupe d'Asie des nations 1960.

## Biographie
Il succède à Kim Yong-sik en octobre 1960, comme sélectionneur des Guerriers Taeguk pour disputer la Coupe d'Asie des nations. Il remporte le tournoi à domicile, gagnant les 3 matchs, inscrivant neuf buts et encaissant un seul but contre le Sud-Vietnam. Il permet ainsi à la Corée du Sud de conserver son titre. Il est remplacé par Lee Yoo-hyung (déjà vainqueur de la Coupe d'Asie 1956) en mars 1961.

## Palmarès
- Vainqueur de la Coupe d'Asie des nations 1960 avec l'équipe de Corée du Sud